# پاک‌کننده (فیلم ۲۰۱۰)
پاک‌کننده (به تامیلی: Thillalangadi) و (به انگلیسی: Defiler) فیلمی محصول سال ۲۰۱۰ و به کارگردانی موهان راجا است. در این فیلم بازیگرانی همچون جایام راوی، تمنا باتیا، شمس‌الدین ابراهیم، سوهاسینی مانیراتنام، سانتانام و نالینی ایفای نقش کرده‌اند.
این فیلم بازسازی فیلم لگد است.